# Kevin Jansen
Kevin Jansen (Hoogvliet, 8 april 1992) is een Nederlands voetballer die als middenvelder speelt. Jansen was Nederlands jeugdinternational en nam deel aan het wereldkampioenschap voetbal onder 17 - 2009.

## Carrière

### Feyenoord
Jansen begon met voetballen bij VV Rijnmond Hoogvliet Sport en kwam in 2000 in de jeugdopleiding van Feyenoord. Feyenoord verhuurde hem in het seizoen 2011/12 aan Excelsior. Hij maakte zijn Eredivisiedebuut in de openingswedstrijd tegen Feyenoord, waarin hij tien minuten voor tijd inviel.

### ADO Den Haag
Met ingang van het seizoen 2012/13 sloot hij zich aan bij de selectie van ADO Den Haag, nadat hij door Feyenoord werd betrokken bij een deal om Lex Immers naar Rotterdam-Zuid te halen. Hier speelde hij in zijn eerste seizoen 31 van de 34 competitieronden. Het seizoen 2013/14 ging voor het grootste gedeelte aan hem voorbij nadat hij de kruisband in zijn linkerknie afscheurde. Hetzelfde gebeurde hem in november 2016, maar nu die in zijn rechterknie.

### N.E.C.
In de zomer van 2017 tekende Jansen een contract voor twee seizoenen bij N.E.C, dat zojuist was gedegradeerd naar de Eerste divisie. Op 13 oktober 2017 maakte hij na een lange revalidatie zijn debuut voor N.E.C. Hij viel in een met 2-0 gewonnen thuiswedstrijd tegen RKC Waalwijk in de blessuretijd in voor man of the match Mohamed Rayhi. In november 2018 werd Janssen teruggezet naar het beloftenteam.

### Cambuur en Gol Gohar Sirjan
In januari 2019 maakte Jansen transfervrij de overstap naar aan SC Cambuur waar hij het seizoen 2018/19 afmaakte. In augustus 2019 ging hij naar de Iraanse promovendus Gol Gohar Sirjan. In november 2019 werd zijn contract daar ontbonden en ging hij meetrainen met BVV Barendrecht.

### Quick Boys en FC Dordrecht
Jansen sloot in januari 2020 transfervrij aan bij Quick Boys in de Tweede divisie. In juni 2020 tekende Jansen voor het seizoen 2020/21 bij FC Dordrecht.

### PAEEK en FC Honka
Medio 2021 ging hij op Cyprus voor PAEEK spelen. Een half jaar later ging Jansen naar FC Honka in Finland.

### FC Inter
Op 3 januari 2024 tekende hij contract bij FC Inter tot met 31 december 2024.

## Clubstatistieken
| Seizoen         | Club             | Competitie      | Competitie | Competitie | Beker | Beker | Overig | Overig | Totaal | Totaal |
| Seizoen         | Club             | Competitie      | Wed.       | Dlp.       | Wed.  | Dlp.  | Wed.   | Dlp.   | Wed.   | Dlp.   |
| --------------- | ---------------- | --------------- | ---------- | ---------- | ----- | ----- | ------ | ------ | ------ | ------ |
| 2011/12         | Feyenoord        | Eredivisie      | 0          | 0          | 0     | 0     | 0      | 0      | 0      | 0      |
| 2011/12         | → Excelsior      | Eredivisie      | 26         | 0          | 1     | 0     | 0      | 0      | 27     | 0      |
| 2012/13         | ADO Den Haag     | Eredivisie      | 31         | 2          | 1     | 0     | 0      | 0      | 32     | 2      |
| 2013/14         | ADO Den Haag     | Eredivisie      | 3          | 0          | 0     | 0     | 0      | 0      | 3      | 0      |
| 2014/15         | ADO Den Haag     | Eredivisie      | 25         | 0          | 1     | 0     | 0      | 0      | 26     | 0      |
| 2015/16         | ADO Den Haag     | Eredivisie      | 28         | 5          | 1     | 0     | 0      | 0      | 29     | 5      |
| 2016/17         | ADO Den Haag     | Eredivisie      | 11         | 1          | 1     | 0     | 0      | 0      | 12     | 1      |
| 2017/18         | N.E.C.           | Eerste divisie  | 19         | 0          | 2     | 0     | 2      | 0      | 23     | 0      |
| 2018/19         | N.E.C.           | Eerste divisie  | 2          | 0          | 1     | 0     | 0      | 0      | 3      | 0      |
| 2018/19         | SC Cambuur       | Eerste divisie  | 18         | 1          | 0     | 0     | 4      | 0      | 22     | 1      |
| 2019            | Gol Gohar Sirjan | Iran Pro League | 5          | 0          | 1     | 0     | 0      | 0      | 6      | 0      |
| 2020/21         | FC Dordrecht     | Eerste divisie  | 35         | 7          | 0     | 0     | 0      | 0      | 35     | 7      |
| 2021/22         | PAEEK            | A Divizion      | 9          | 1          | 0     | 0     | 0      | 0      | 9      | 1      |
| 2022            | FC Honka Espoo   | Veikkausliiga   | 25         | 4          | 7     | 1     | 0      | 0      | 32     | 5      |
| 2023            | FC Honka Espoo   | Veikkausliiga   | 20         | 4          | 7     | 0     | 0      | 0      | 27     | 4      |
| 2024            | FC Inter Turku   | Veikkausliiga   | 0          | 0          | 2     | 0     | 0      | 0      | 2      | 0      |
| Carrière totaal | Carrière totaal  | Carrière totaal | 257        | 25         | 25    | 1     | 6      | 0      | 288    | 26     |